# همیلتون پی. بی
همیلتون پریولیو بی (Hamilton Prioleau Bee) (زادهٔ ۲۲ ژوئیه ۱۸۲۲ – درگذشتهٔ ۳ اکتبر ۱۸۹۷)، سیاستمداری آمریکایی در تگزاس و در سال ۱۸۴۶، دبیر سنای تگزاس بود. او از سال ۱۸۴۹، تقریباً به مدت ۱۰ سال به عنوان نماینده در مجلس ایالتی و برای یک دوره به عنوان رئیس مجلس نمایندگان تگزاس خدمت کرد.
او بعدها در زمان جنگ داخلی آمریکا به عنوان ژنرال ارتش ایالات مؤتلفه خدمت کرد. او و خانواده‌اش در سال ۱۸۶۹ و در دوران بازسازی آمریکا، تگزاس را ترک کرده و پیش از بازگشت‌شان به سن آنتونیو در سال ۱۸۷۶، چندین سال را در سالتییو، مکزیک زندگی کردند. او تا پایان عمر در سن آنتونیو زندگی کرد.

## اوایل زندگی
همیلتون پریولیو بی در ۲۲ ژوئیه ۱۸۲۲، در خانواده‌ای سیاسی در چارلستون، کارولینای جنوبی چشم به جهان گشود. والدینش، آن راگ (فایسو) و بارنارد الیوت بی سینیور و برادر کوچکترش، بارنارد الیوت بی جونیور بودند. در سال ۱۸۳۶، زمانی که همیلتون ۱۴ ساله بود، خانوادهٔ بی به تگزاس نقل‌مکان کردند. پدرش در انقلاب تگزاس، فرمانده بود و به عنوان دبیر ایالت و وزیر جنگ در جمهوری تگزاس خدمت کرد. شهرستان بی، ایالت تگزاس و شهر بیویل به احترام او نام‌گذاری شدند.
هر دو برادر در زمان جنگ داخلی آمریکا به عنوان ژنرال در ارتش ایالات مؤتلفه خدمت کردند. بارنارد جونیور در اوایل جنگ در نبرد فرست بول ران کشته شد. همیلتون همانند پدرش وارد عرصهٔ سیاست در جمهوری تگزاس و بعدها ایالت تگزاس شد و در مجموع بیش از یک دهه در مشاغل دولتی خدمت کرد.

## حرفهٔ سیاسی
همیلتون بی در ۱۷ سالگی، به عنوان دبیر هیئت تعیین مرز میان ایالات متحده و جمهوری تگزاس انتخاب شد. سم هیوستون در سال ۱۸۴۳، جوزف سی الدریج، توماس اس توری و بی را برای شروع مذاکرات با قبیلهٔ کمانچی فرستاد که منجر به توافق معاهدهٔ تهوکانا کریک شد. بی در سال ۱۸۴۶ در اولین مجلس قانون‌گذاری تگزاس به عضویت سنای تگزاس درآمد و به عنوان دبیر سنا خدمت کرد.
در زمان جنگ مکزیک و آمریکا، بی برای مدتی تحت نظر گروهان بنجامین مک‌کالک از هنگ اول داوطلبان سواره‌نظام تگزاس به فرماندهی سرهنگ جک هیز خدمت کرد. او به عنوان ستوان دوم به گروهان سواره نظام تگزاس به فرماندهی میرابو بی لامار منتقل شد. بی در سال ۱۸۴۷، برای بار دوم - این بار به عنوان ستوان اول – به خدمت گروهان لامار درآمد که در آن زمان جزء هنگ داوطلبان تگزاس به فرماندهی سرهنگ پیتر هانسبورو بل بود.
بی پس از جنگ به لاریدو نقل‌مکان کرد. در سال ۱۸۴۸، او در سومین مجلس قانون‌گذاری تگزاس، صاحب کرسی در مجلس نمایندگان تگزاس شد. او چندین بار صاحب این کرسی شد و از سال ۱۸۴۹ تا پایان مجلس هفتم، مجموعاً به مدت ده سال در مجلس خدمت کرد. در مجلس ششم، بی با ۷۸ رأی در برابر یک رأی برای ان بی چارلتون و یک رأی برای پلزنت ویلیامز کیترل به عنوان رئیس مجلس انتخاب شد.

## ازدواج و خانواده
بی پس از استقرار در مجلس قانون‌گذاری تگزاس، در ۲۱ مه ۱۸۵۴، در ۳۲ سالگی با میلدرد تارور ازدواج کرد. آنها صاحب ده فرزند شدند، از جمله بارنارد ای بی و کارلوس بی، زمانی که در مکزیک زندگی می‌کردند، متولد شدند. نوهٔ او، کارلوس بی متولد برکلی، ایالت کالیفرنیا، سیاستمدار، شهردار هیوارد، ایالت کالیفرنیا و عضو مجلس ایالتی کالیفرنیا بود.

## جنگ داخلی

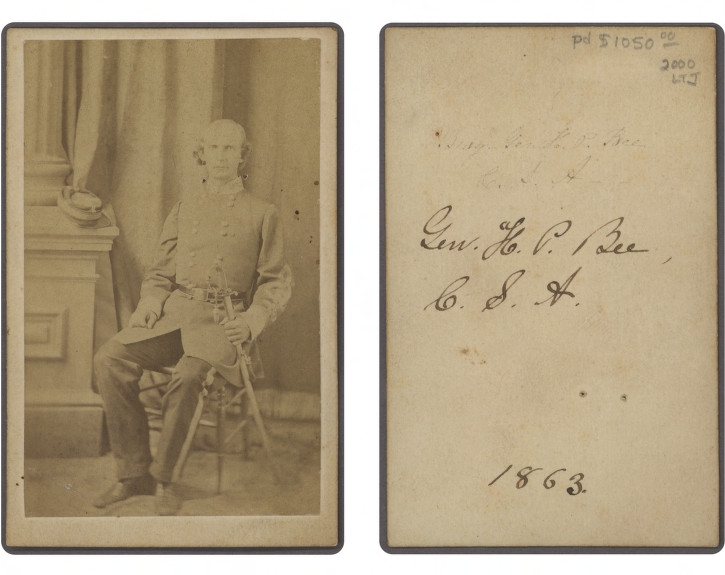
همیلتون پریولیو بی

در سال ۱۸۶۱، بی به عنوان سرتیپ شبه نظامیان تگزاس انتخاب و در ۴ مارس ۱۸۶۲ به عنوان سرتیپ در ارتش ایالات هم پیمان منصوب شد. بی فرماندهی تیپی را برعهده داشت که شامل اولین هنگ سواره‌نظام تگزاس به فرماندهی کارل بوکل، بیست و سومین هنگ سواره‌نظام به فرماندهی نیکلاس سی گولد، بیست و ششمین هنگ سواره‌نظام به فرماندهی خاویر بلانچارد دبری، سی و پنجمین هنگ سواره‌نظام به فرماندهی جیمز بی لایکن، سی و ششمین هنگ سواره‌نظام به فرماندهی پیتر کاوانو وودز و هنگ سواره‌نظام تگزاس به فرماندهی الکساندر واتکینز ترل بود.
بی در براونزویل مستقر بود و در آنجا مبادلهٔ پنبه در عوض مهمات را از طریق مکزیک انجام می‌داد. در ۴ نوامبر ۱۸۶۳، او مجبور شد براونزویل را در برابر نیروی اعزامی اتحادیه به فرماندهی سرلشکر ناتانیل پی بنکس ترک کند. بی در سال ۱۸۶۴، به عملیات رودخانهٔ قرمز به فرماندهی سپهبد ریچارد تیلور ملحق شد. در نبرد پلزنت هیل، بی در طی حملهٔ سواره‌نظام، دو اسب خود را از دست داد، اما خودش تنها اندکی زخمی شد. یکی از فرماندهان تیپ بی در آن زمان، آرتور پی بگبی جونیور بود که بعدها جایگزین او شد. کمی بعد در فوریه ۱۸۶۵، بی، علی‌رغم انتقادات شدید بابت مدیریت نیروهایش، به فرماندهی لشکر توماس گرین در فوج سواره نظام سرلشکر جان آ وارتون منصوب شد. پس از آن، او فرماندهی یک تیپ پیاده‌نظام را در لشکر سرتیپ ساموئل بی ماکسی برعهده گرفت.

## پس از جنگ
پس از جنگ، در سال ۱۸۶۹،‏ در دوران بازسازی آمریکا، بی به همراه خانواده‌اش به سالتیلو، مکزیک نقل مکان کرد. آنها تا سال ۱۸۷۶ در تبعیدی خودخواسته در مکزیک زندگی کردند. در آن زمان، دموکرات‌ها دوباره کنترل مجلس قانون‌گذاری ایالت تگزاس را به دست گرفته بودند. بی و خانواده‌اش برای زندگی به سن آنتونیو بازگشتند و در آنجا بی به حرفهٔ وکالت مشغول شد. او به عنوان رئیس ادارهٔ بیمه، آمار و تاریخ تگزاس (در حال حاضر سازمان بیمهٔ تگزاس) برای دورهٔ قانونی ۱۸۸۶–۱۸۸۵ منصوب شد.
بی در ۳ اکتبر ۱۸۹۷، درگذشت و در گورستان مؤتلفه‌ها در سن آنتونیو به خاک سپرده شد.

## ارجاعات
1. ↑  Eicher, John H. , and David J. Eicher, Civil War High Commands. Stanford: Stanford University Press, 2001. ISBN 978-0-8047-3641-1. p. 125.
2. ↑  Eicher states the move date as 1839 but these appears to be an error as it differs from Barnard Elliott Bee Jr. from the Handbook of Texas Online and Bee Sr.'s participation in the Texas Revolution.
3. ↑  Journal of the House of Representatives of the State of Texas, Sixth Legislature (PDF). Texas. Legislature. House of Representatives. Austin, Texas: Marshall & Oldham, State Printers. 1855. pp. 5–6. Retrieved 2007-01-16.{{cite book}}:  نگهداری CS1: سایر موارد (link)
4. ↑  Conner, Tim (2006-10-21). "Tim Conner's Database: Hamilton Prioleau Bee" (Family group sheet). Retrieved 2007-01-16.[پیوند مرده]
5. ↑  "Brig Gen Hamilton Prioleau Bee". Retrieved 2019-05-06.
6. ↑  John D. Winters, The Civil War in Louisiana, Baton Rouge: Louisiana State University Press, 1963, ISBN 0-8071-0834-0, pp. 349-355.
7. ↑  Eicher, 2001, p. 126.
8. ↑  Eicher, 2001, p. 126 gives the year as 1865.
9. ↑  "Past Board Members and Commissioners". Texas Department of Insurance. Archived from the original on 18 May 2015. Retrieved 11 May 2015.